# Sterna paradisaea
El charrán ártico (Sterna paradisaea), también conocido como gaviotín ártico, es un ave marina de la familia de los estérnidos. Esta ave tiene una distribución circumpolar; cría en colonias en el Ártico y en regiones subárticas de Europa, Asia y Norteamérica (con un límite meridional en la Bretaña o Massachusetts). Esta especie es una gran migradora y se ve sometida a dos veranos por año cuando migra de sus terrenos de cría boreales hasta los océanos cercanos a la Antártida, y durante su regreso (unos 38 600 km) cada año; en algunos casos, esta distancia es superior a 80 000 km al año. Se trata de la migración regular más larga de todos los animales conocidos.
Los charranes árticos son aves de tamaño mediano. Miden 33-39 centímetros de largo y tienen una envergadura de 76-85 cm. Sus plumas son principalmente grises y blancas, con unas patas rojas y un pico también rojo, tan largo como la cabeza, recto, con una unión pronunciada de las ramas mandibulares; tiene una frente blanca, una nuca y coronilla negras con rayas blancas, y unas mejillas blancas. El manto, gris, mide 305 mm, y las escápulas son marrones, con algunas puntas blancas. La parte superior de las alas es gris con un borde de ataque blanco, y el cuello es completamente blanco, tal como el tronco. La cola, notablemente bifurcada, es blanquecina con algunas plumas grises a la parte exterior. La parte posterior de la coronilla hasta los orificios auditivos es negra.
Los charranes árticos son aves de gran longevidad y muchos llegan a los veinte años de edad. Se alimentan principalmente de peces y pequeños invertebrados marinos. Esta especie es abundante, y se estima que existe un millón de ejemplares. Aun cuando, en general, no se conoce la evolución de sus poblaciones, la explotación que sufrió en el pasado ha reducido la abundancia de esta ave especialmente con respecto a su distribución en las zonas más meridionales.

## Distribución y migración
El charrán ártico tiene una distribución circumpolar y continua; no se reconocen subespecies. Se lo puede encontrar en regiones costeras de las partes templadas frías de Norteamérica y Eurasia durante el verano septentrional. Mientras inverna en el verano meridional, se lo puede encontrar en el mar, llegando al borde del hielo antártico. La distribución de la especie cubre una superficie de aproximadamente dos millones de km².
El charrán ártico es célebre por su migración; vuela desde su área de cría en el Ártico hasta Tierra del Fuego, y después vuelve, una vez al año. Este viaje expone al ave a dos veranos por año, y por ello, a más luz diurna que cualquier otra criatura del planeta. Un charrán ártico típico viajará a lo largo de su vida una distancia equivalente a la de ir y volver a la Luna (800 000 km). El seguimiento de individuos mediante geolocalización indica que algunos recorren distancias superiores a 80 000 km anuales. Un ejemplo de la gran capacidad de vuelo de esta ave para cubrir largas distancias es el de un charrán ártico que fue anillado cuando todavía no había emplumado, en las islas Farne de Northumberland (Reino Unido) en el verano de 1982, y que llegó a Melbourne (Australia), en octubre del mismo año; un viaje sobre el mar de más de 22 000 km solo tres meses tras desplumar. Otro ejemplo es el de un polluelo anillado en Labrador (Canadá) el 23 de julio del 1928. Fue encontrado en Sudáfrica solo cuatro meses más tarde.
Los charranes árticos suelen empezar su hazaña migratoria cuando el día se vuelve más corto en dirección al círculo polar antártico, donde los días se comienzan a alargar, volando a una gran distancia de la costa. Por lo tanto, fuera de la época de apareamiento sólo raramente se los ve desde tierra firme.

## Morfología y taxonomía

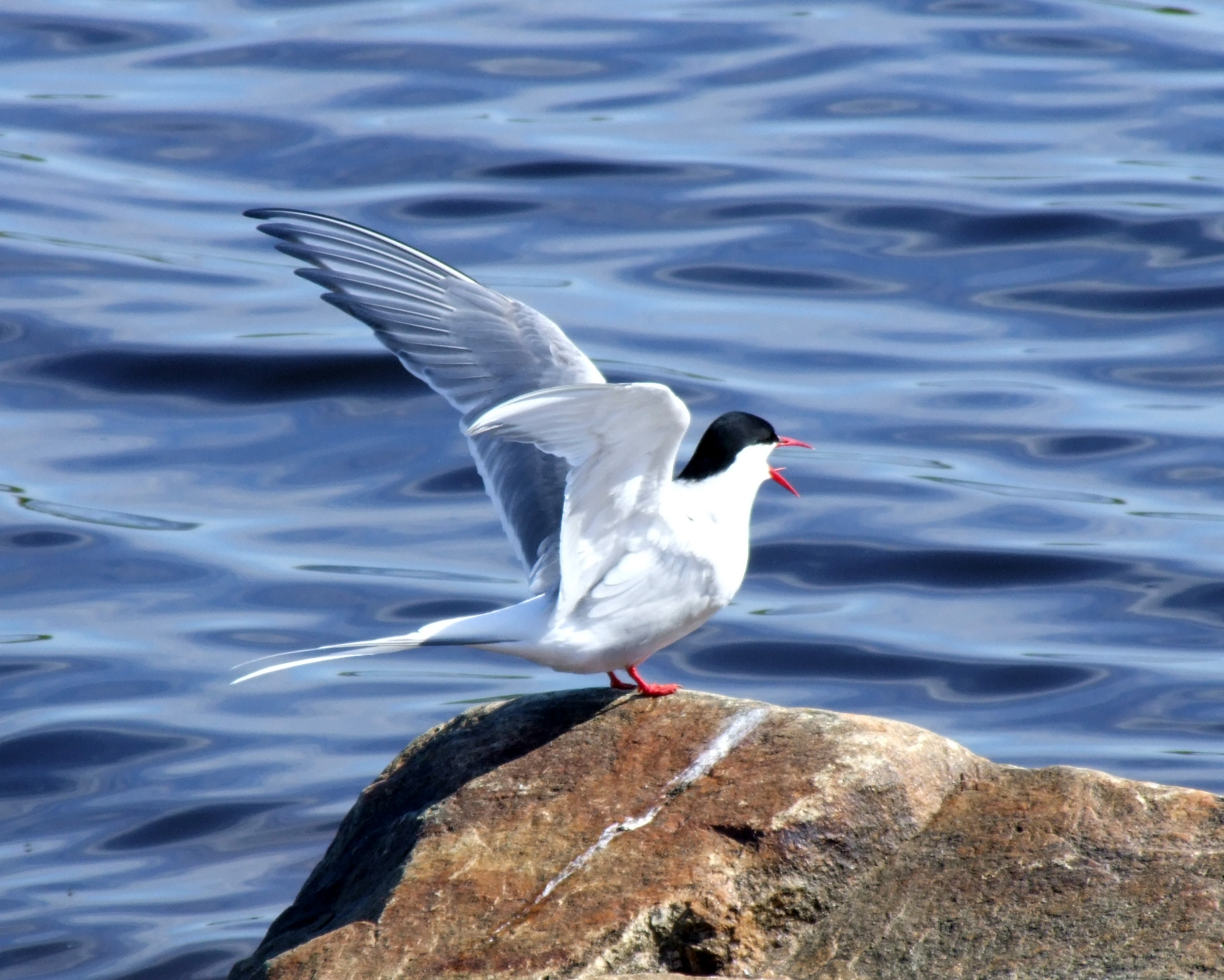
Un charrán ártico desplegando las alas, en Finlandia.

El charrán ártico es un ave de mediano tamaño que mide aproximadamente 33-36 centímetros desde la punta del pico hasta la punta de la cola. Tiene una envergadura de 76-85 cm y pesa entre 86 y 127 gramos. El pico es de un rojo oscuro, igual que las patas, cortas, y los pies, palmeados. Como la mayoría de miembros de la familia Sternidae, el charrán ártico tiene alas de extremos afilados, muy apuntados; y una cola larga, bifurcada, con puntas largas.
El plumaje de los adultos es mayormente gris, con una nuca negra y las mejillas blancas. Las partes superiores de las alas son de un gris pálido, y el área cercana a la punta es translúcida. La cola es blanca, y la parte inferior también es de un gris pálido. Ambos sexos tienen una apariencia similar. El plumaje de invierno es parecido, pero la coroneta es más blanca y los picos más oscuros.

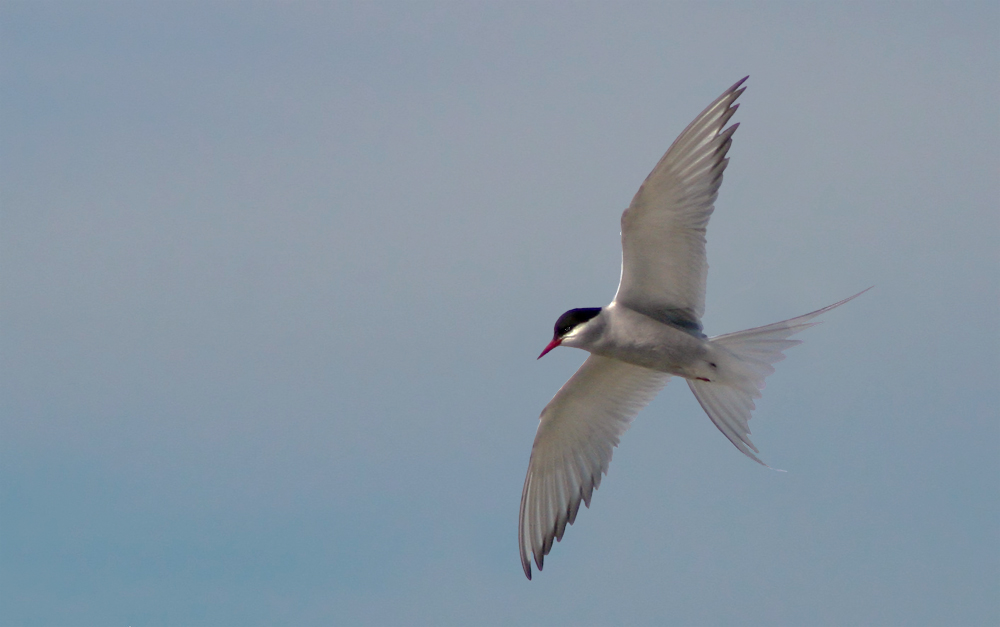
Un charrán ártico planeando

Los ejemplares jóvenes se diferencian de los adultos en el pico, las patas negras y un plumaje con las puntas de las plumas oscuras; también tienen una barra carpal negra, y pequeñas plumas en la cola. Durante su primer verano, la parte anterior de la coronilla es más blanca.
La especie tiene una buena variedad de vocalizaciones; las más comunes son las «voces de alarma», emitidas cuando existen posibles depredadores en las inmediaciones, como por ejemplo humanos u otros mamíferos, que entran a las colonias; y la «voz de aviso», emitida cuando el ave vuelve a la colonia y también cuando se producen agresiones. Cada charrán tiene una voz de aviso propia, y tiene una función similar a la del canto de los pájaros, puesto que sirve para identificar individuos. Se han descrito ocho vocalizaciones más, implicadas en conductas tan dispares como el apareamiento o el ataque contra los intrusos.
Aun cuando el charrán ártico es similar al charrán común y el charrán rosado, su coloración, perfil y vocalizaciones son ligeramente diferentes. En comparación con el charrán común, tiene una cola larga y un pico monocolor, mientras que las diferencias principales respeto al charrán rosado son su color ligeramente más oscuro y las alas más largas. La voz del charrán ártico es más nasal y áspera que la del común, y se puede distinguir fácilmente de la del rosado.
Los parientes más próximos de esta ave son un grupo de especies del polo sur: el charrán sudamericano (Sterna hirundinacea), el charrán de las islas Kerguelen (S. virgata) y el charrán antártico (S. vittata).  Es fácil de distinguir el charrán ártico de sus parientes dependiendo del área de invernada; la diferencia de seis meses en el cambio de plumas es el mejor indicio, puesto que los charranes árticos portan el plumaje invernal durante el verano austral. Las especies meridionales, cuando vuelan, tampoco presentan las puntas de las alas negras.

## Reproducción

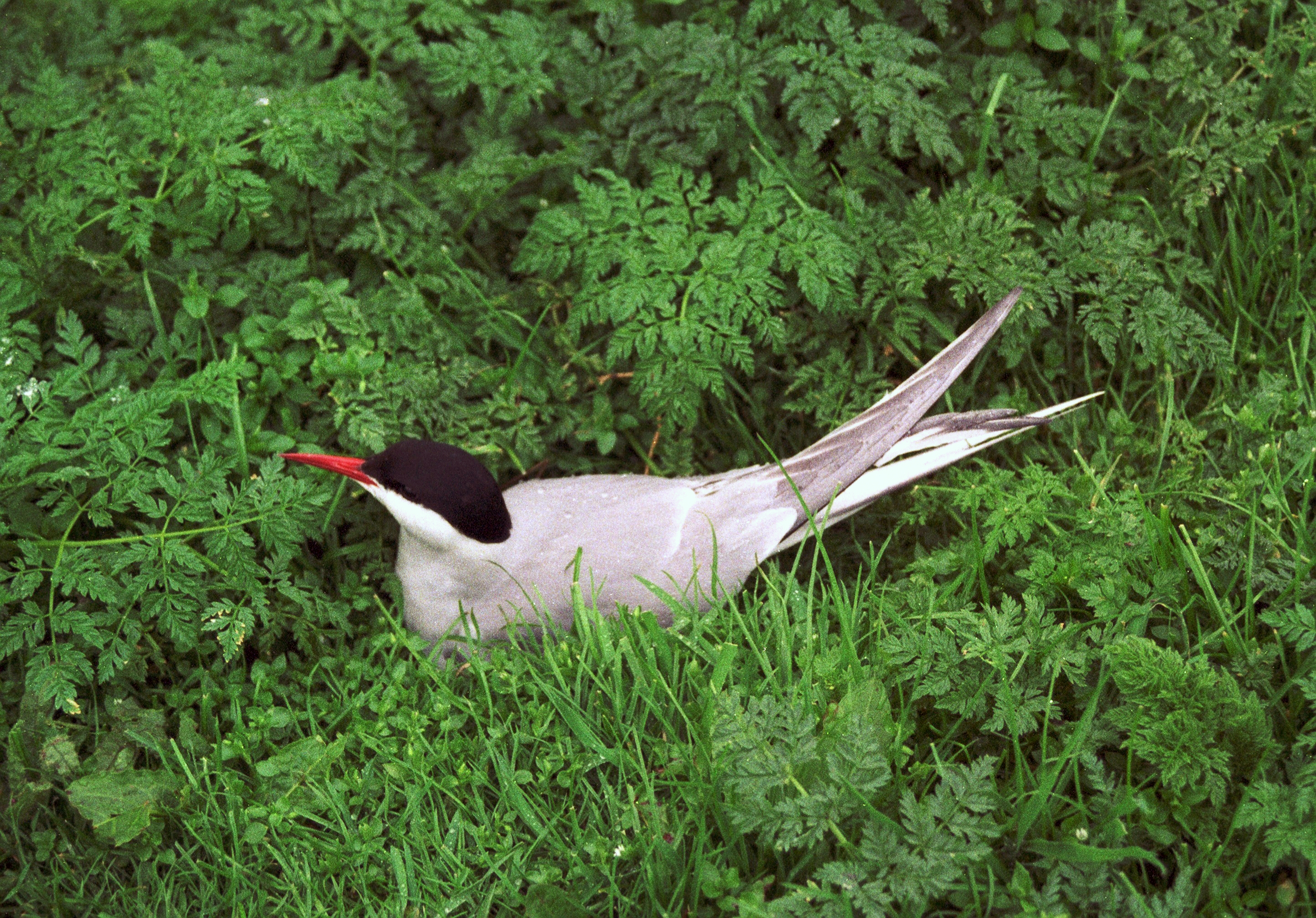
Un charrán ártico en su nido a las islas Farne, Northumberland, Inglaterra.

Los charranes árticos son monógamos (se emparejan con la misma pareja toda la vida), y en muchos casos vuelven a la misma colonia cada año. Empiezan a emparejarse a los tres o cuatro años de edad. El cortejo es elaborado, especialmente en ejemplares que lo hacen por primera vez. Empieza con el que se denomina "alto vuelo", en el cual la hembra persigue el macho hasta una gran altitud y después desciende lentamente; este comportamiento es seguido por "vuelos de pesca", en los que el macho ofrece pescado a la hembra. Cuando llega el cortejo a tierra se erizan lentamente con la cola levantada y las alas bajadas, tras lo cual las dos aves suelen volar en círculos el uno alrededor del otro.

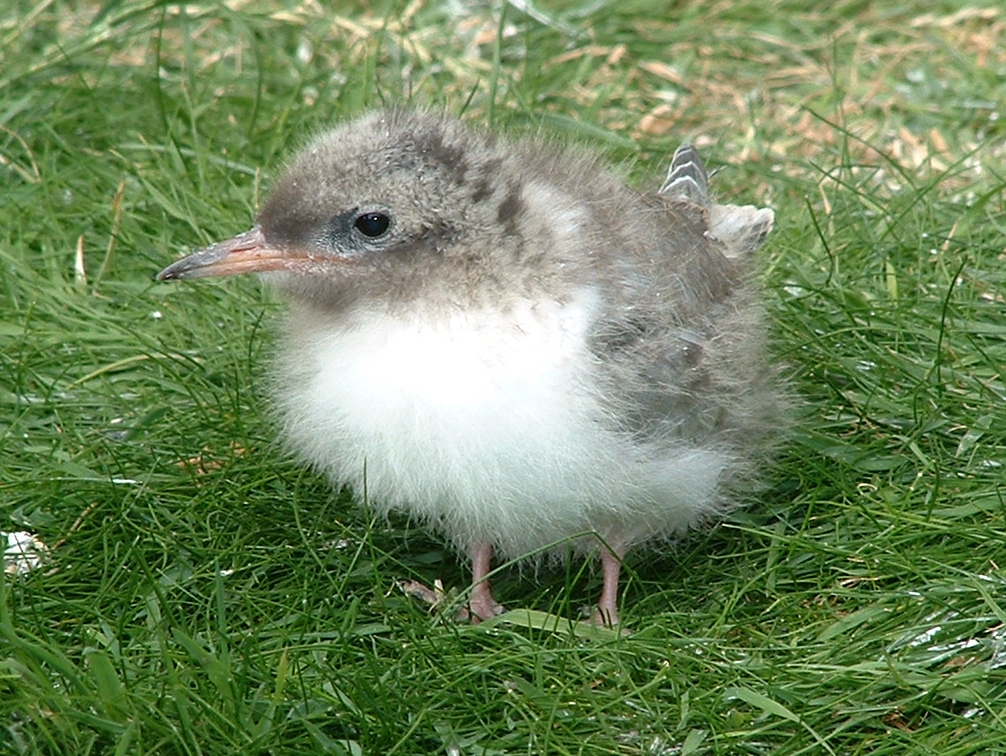
Un polluelo de charrán ártico en las islas Farne, Northumberland, Inglaterra.

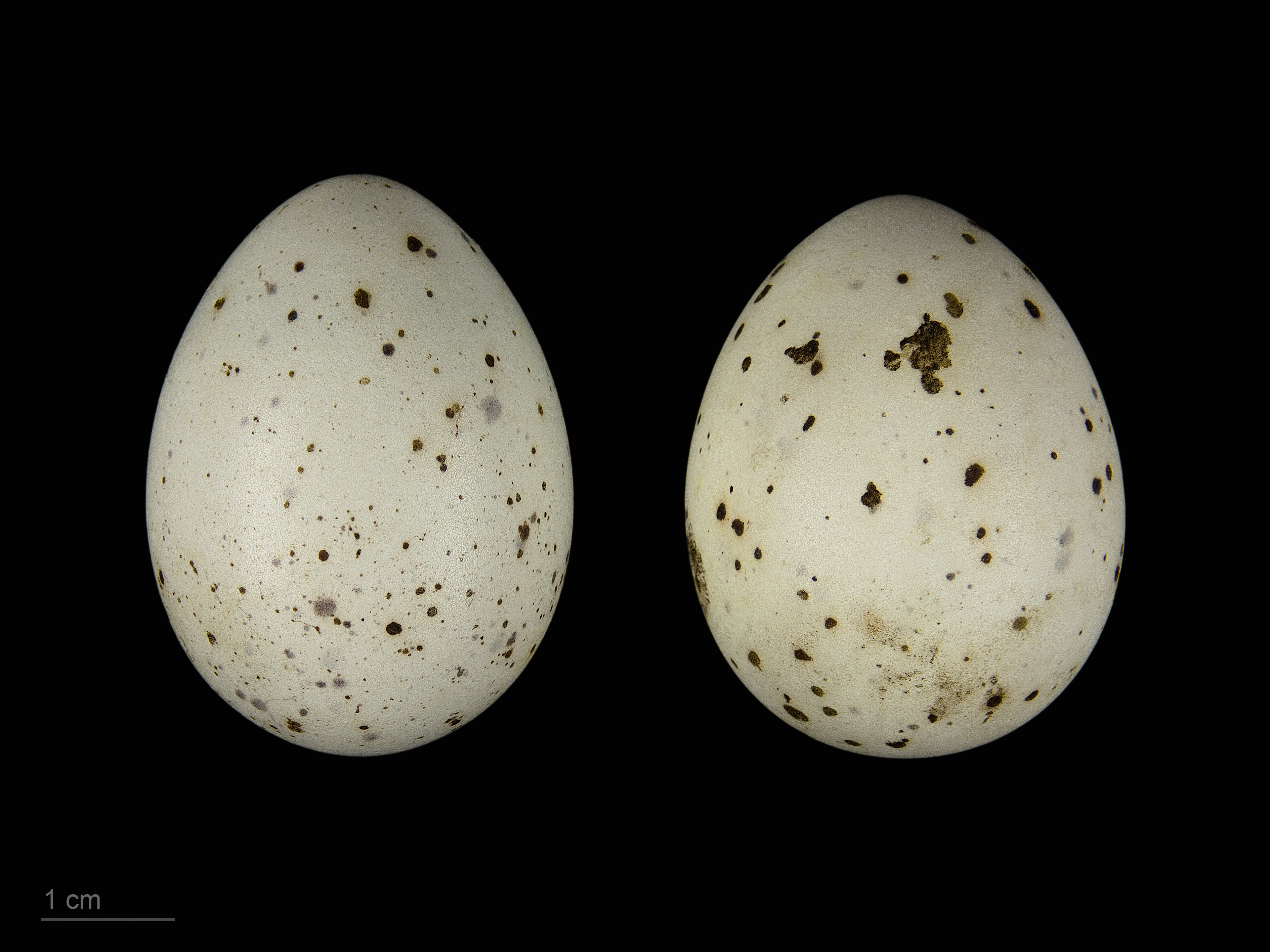
Sterna paradisaea - MHNT

En su día, el macho y la hembra se ponen de acuerdo para escoger la ubicación del nido, y ambos defienden el lugar. Durante este tiempo, el macho continúa alimentando a la hembra; el apareamiento tiene lugar poco después. Con respecto a la reproducción, esta tiene lugar en colonias ubicadas en las costas, islas y, en ocasiones, en la tierra firme de la tundra, siempre que haya agua cerca; en estos lugares el charrán ártico suele formar bandadas mixtas con el charrán común. Cuando llega la puesta, la hembra pone entre uno y tres huevos por puesta, a menudo dos.

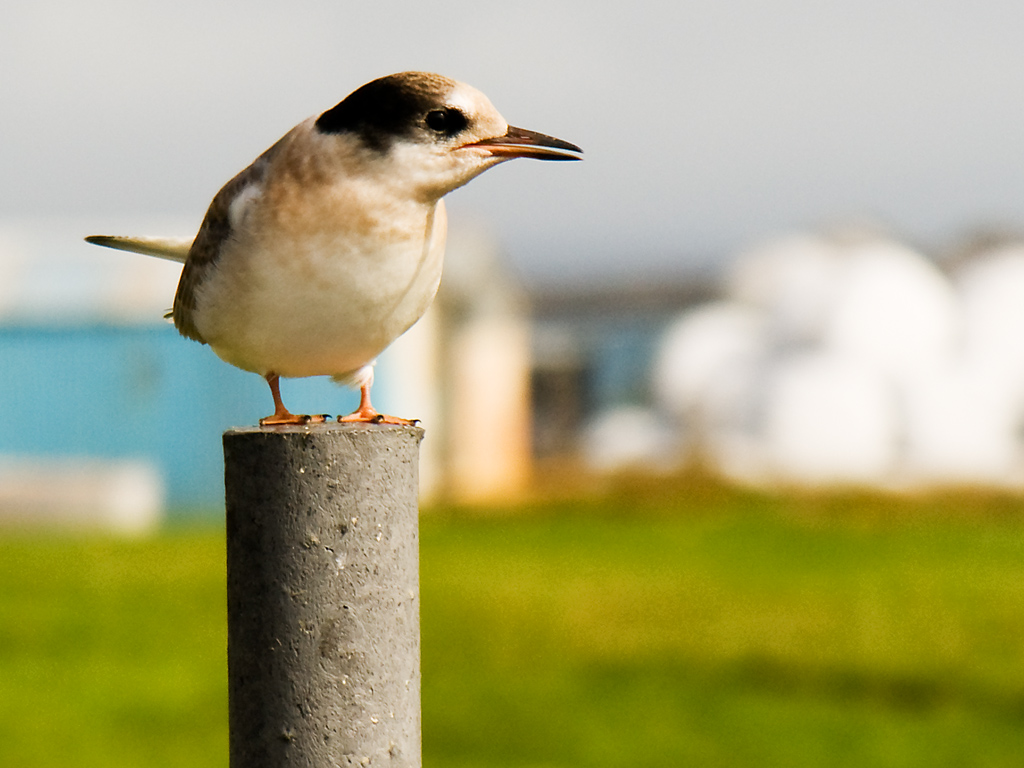
Un juvenil de charrán ártico. Obsérvese el bajo contraste del plumaje.

Se trata de uno de los charranes más agresivos, y defiende con ferocidad su nido y sus crías. Ataca a humanos y predadores grandes, picando a menudo en sus cabezas. Aun cuando es demasiado pequeño para causar lesiones graves, es capaz de hacer sangrar. Las colonias reproductivas suelen ser mixtas, presentándose otras especies de estérnidos y láridos.
El nido suele ser una depresión de la tierra, que puede estar forrada con trozos de hierba o materiales similares. Los huevos están camuflados. El macho y la hembra se reparten la incubación. Los polluelos nacen tras 22-27 días y se empluman tras 21-24 días. Si los padres son perturbados y obligados a huir del nido a menudo, el periodo de incubación se puede prolongar hasta 34 días.
Cuando salen del huevo, los polluelos tienen plumón. No son altriciales ni precoces. Los polluelos empiezan a moverse y explorar en derredor entre uno y tres días después de nacer. No suelen alejarse demasiado del nido. Los polluelos son empollados por los adultos durante los primeros diez días de vida, y ambos padres cuidan de los polluelos. La dieta de los pequeños siempre incluye pescado, y los padres aportan presas más grandes a sus crías que las que se comen ellos. También se ha observado que los machos traen más alimento que las hembras. Después de mes y medio alimentando a los pollos, los padres, gradualmente les alientan a que se alimenten de forma independiente. Tras desplumar, los ejemplares jóvenes aprenden a alimentarse, con acciones entre las que se incluye la difícil técnica de zambullirse. Cuando llega el invierno, vuelan en dirección al sur con la ayuda de sus padres.
Los charranes árticos son estrategas de la K puesto que son aves de gran longevidad que pasan un tiempo considerable criando unos pocos polluelos. Viven bastantes años; la máxima longevidad que se conoce de un ejemplar de esta especie es de treinta y cuatro años (el ejemplar, en estado silvestre, mostraba a esa edad un buen estado salvo por una fractura en el pico), y no es inusual que lleguen a los veinte años. Un estudio en las islas Farne estimó una tasa de supervivencia anual del 82 %.

## Ecología y comportamiento

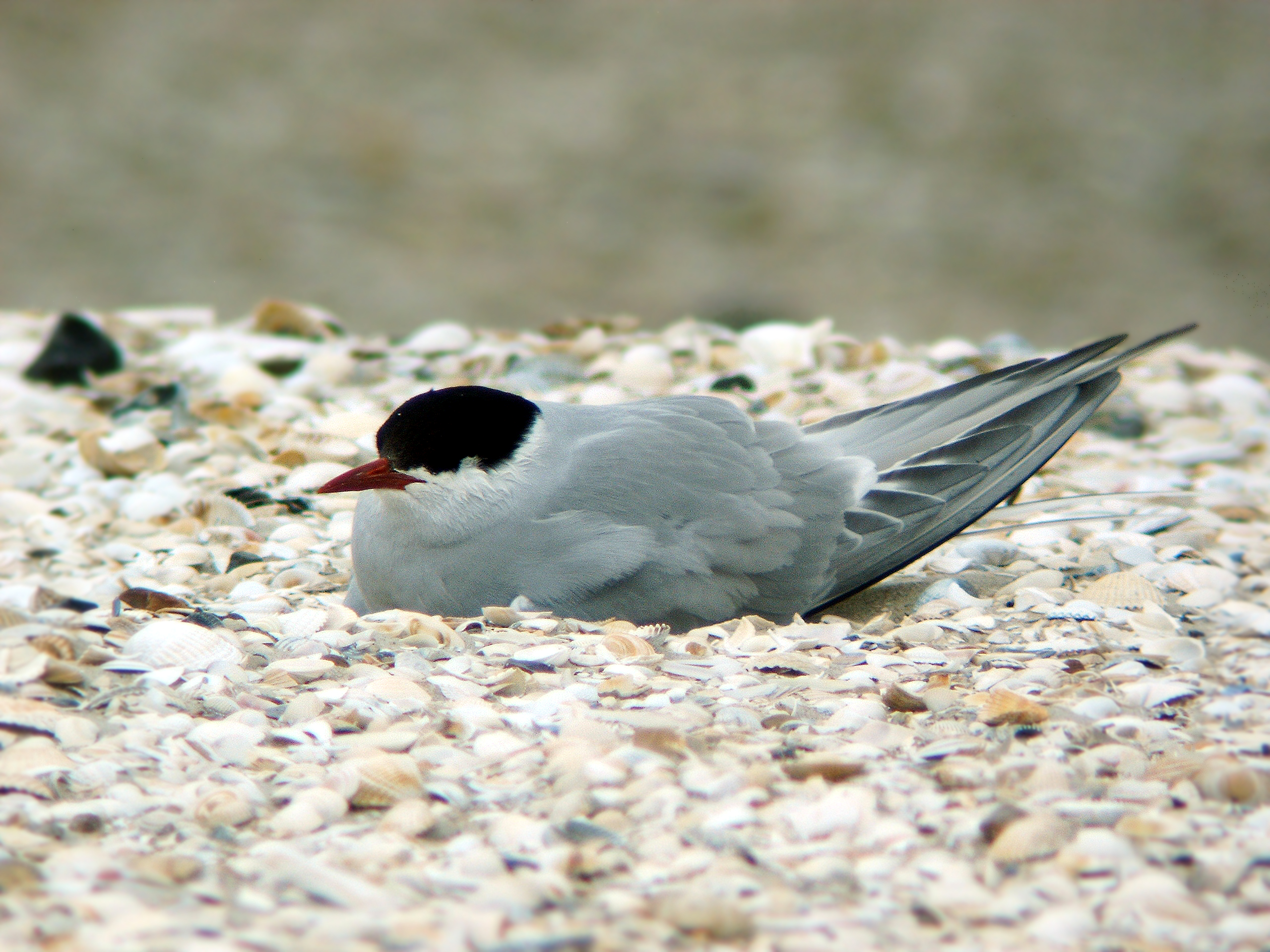
Un charrán ártico posado

La dieta del charrán ártico depende del lugar y de la estación del año, pero suele ser carnívora. En la mayoría de casos se alimenta de pequeños peces o de crustáceos marinos. Los peces representan la parte más importante de su dieta, y en términos de biomasa superan a cualquier otro alimento. Las presas son peces inmaduros (1-2 años de edad) de aguas superficiales como por ejemplo el arenque, el bacalao, ammodítidos y osméridos como Mallotus villosus. Entre los crustáceos de los cuales se alimentan, se encuentran los anfípodos, cangrejos y el kril. A veces, también se alimentan de moluscos, gusanos marinos, bayas o, en su área de reproducción boreal, insectos.
En ocasiones, los charranes se lanzan al agua para cazar presas próximas a la superficie. Cuando se emparejan, también pueden perseguir insectos en el aire. Parece que los charranes árticos, pese a su pequeño tamaño, se dedican en ocasiones al cleptoparasitismo, lanzándose en picado contra otras aves para asustarlas y conseguir que dejen caer las presas. Al hacerlo, acosan a ciertas especies como otros charranes (típicamente, al charrán común) y a especies de álcidos o de podicipédidos.
Los charranes árticos anidan en colonias en lagunas en la tundra y en las playas costeras. Cuando están en sus nidos, los charranes son vulnerables a la depredación por parte de gatos y otros animales. Larus argentatus, una gaviota más grande, además de ser un competidor por los lugares en los cuales nidifican, les roba huevos y polluelos. El camuflaje de los huevos contribuye a evitar esto, igual que construir los nidos en lugares aislados. Mientras se alimentan, los charranes árticos pueden ser acosados por miembros de la familia Stercorariidae, gaviotas y otras especies de charrán, que intentan robarles la comida.

## Estado de conservación
En ciertos países los charranes árticos son considerados especies amenazadas o vulnerables. También son una de las especies incluidas en el AEWA. La especie entró en declive en Nueva Inglaterra a finales del siglo XIX debido a la caza promovida por la industria textil. Actualmente se continúa explotando al oeste de Groenlandia, donde la especie ha disminuido en población desde la década del 1950.
En la zona más meridional de su ámbito de distribución, las poblaciones de charrán ártico se han ido reduciendo. Gran parte de esto se debe a la carencia de alimentos. Aun así, la distribución de gran parte de estos pájaros se extiende por zonas muy remotas, y no parece haber ninguna tendencia de mengua en la población global.
Desde el 1988, Birdlife International cataloga la especie en un nivel de riesgo bajo, y se estima una población mundial de aproximadamente un millón de individuos.

## Filatelia

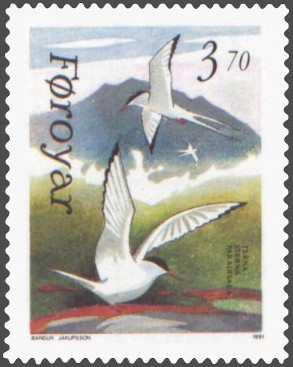
Sello de las islas Feroe mostrando dos ejemplares adultos en vuelo.

El charrán ártico ha aparecido en sellos de varios países y dependencias. Son ejemplos de dependencias las islas Åland, Alderney y las islas Feroe. Entre los países, hay sellos propios de Canadá, Finlandia, Islandia y Cuba.